# Phaläne
Phaläne ist ein heute ungebräuchliches Lehnwort für Nachtfalter. Das altgriechische Wort φάλ[λ]αινα (phál[l]aina), wurzelverwandt mit Phallus, konnte sowohl Nachtfalter als auch Wal bedeuten. Im Neugriechischen hat es nur noch die zweite Bedeutung. Dagegen ging es ins Französische (phalène) und Italienische (falena) und vorübergehend auch ins Deutsche mit der ersten Bedeutung ein. So verwendet es Annette von Droste-Hülshoff zweimal in einem ihrer bekanntesten Gedichte, Mondesaufgang (1844). Das Ursprungswort phálaina bildet auch den ersten Teil des Gattungsnamens der Orchideenfamilie Phalaenopsis („Schmetterlingsgestaltige“).